# Planetary
Planetary é uma série de quadrinhos norte-americana criada pelo escritor Warren Ellis e o desenhista John Cassaday e publicada pelo selo Wildstorm da DC Comics. 
A série narra as aventuras de um trio de personagens misteriosos que se autodenominam "Arqueólogos do Impossível" e que trabalham sob o slogan "É um mundo estranho. Vamos mantê-lo desse jeito".
A série se destaca pela reciclagem e atualização de argumentos, personagens e lugares comuns da ficção do século XX, especialmente dedicados à aventura e à ficção científica, desde romances policiais a histórias em quadrinhos de super-heróis, passando por monstros série B ou histórias chinesas de fantasmas. A série está repleta de referências a outras histórias, embora os nomes e as situações sejam alterados para criar seu próprio universo e para deixar de pagar royalties. Para dar um exemplo, o herói pulp Doc Savage é inspiração para Axel Brass e Tarzan (Lord Greystoke) aparece aqui sob o pseudônimo Lord Blackstock.
Inicialmente foi anunciado que a série terminaria no número 24, mas finalmente terminaria no número 27, a série foi publicada entre 1999 a 2009. A série começou com uma periodicidade mensal, mudando para bimestral e finalmente esporádica. Tanto Ellis quanto Cassaday não finalizam um número até que agradasse os dois.

## Histórico
Planetary foi apresentado pela primeira vez na edição 33 de Gen¹³ e na edição 6 de C-23, ambas datadas de setembro de 1998.  A primeira edição da série foi publicada em abril de 1999. Originalmente planejada para ser uma série bimensal de 24 números, a série foi suspensa de 2001 a 2003 devido a doença do escritor Warren Ellis e outros compromissos de John Cassaday. Laura Martin (também creditada como Laura DePuy) coloriu quase todas as edições da série. A série recomeçou em 2004 e concluiu com a edição 27 em outubro de 2009.
Ellis pretendia que o foco da série fosse o gênero superaventura, e não os super-heróis em si. "Eu queria fazer algo que realmente fosse mais fundo no subgênero, expusesse suas raízes e mostrasse seus ramos" e afirmou em sua proposta para a série de quadrinhos: "Se você tivesse cem anos de história de super-heróis apenas lentamente vazando para este jovem e moderno mundo de super-heróis do Universo Wildstorm? E se você pudesse pegar tudo de novo e torná-lo novo de novo? "
Rich Kreiner descreveu o estilo de John Cassaday no The Comics Journal como sendo "próxima do padrão ouro para o fabuloso realismo nos quadrinhos tradicionais". Tom Underhill observou a contribuição da colorista Laura Martin como "tão convincente" quanto a de Cassaday em sua resenha para o The Comics Journal.
Uma das principais características da série é o retrato de versões alternativas de muitas figuras da cultura popular, como Godzilla, Tarzan, Sherlock Holmes, e Doc Savage. Isso se estende aos personagens de quadrinhos da DC Comics (por exemplo, Superman, Lanterna Verde e Mulher Maravilha) e da Marvel Comics (por exemplo, o Quarteto Fantástico, o Hulk e Thor).
Ellis também introduziu o conceito de um multiverso à série, baseando-se no conceito matemático conhecido como Grupo monstro como inspiração. O multiverso é descrito como "um floco de neve teórico existente em 196.833 de espaço dimensional", uma referência ao método de visualização usado por alguns matemáticos ao descrever o Grupo monstro.
O grupo protagonizou crossover com The Authority, Batman e Liga da Justiça.

## A premissa
O Planetary é uma organização auto-intitulada "Arqueólogos do Impossível", correndo atrás da história secreta do mundo. Fundada pelo misterioso Quarto Homem, que especula-se possa ser qualquer um, desde Adolf Hitler a Bill Gates, o time de campo consiste de três superseres: Jakita Wagner, forte, rápida e praticamente invulnerável; O Baterista, que pode conversar com computadores e quaisquer outros tipos de mecanismos elétricos; e o novo recruta Elijah Snow, que consegue controlar a temperatura.
A série ocorre no Universo Wildstorm, juntamente com outros títulos como Stormwatch, The Authority e Gen¹³. 
A equipe Planetary viaja ao redor do mundo investigando fenômenos estranhos: monstros e outras criaturas, relíquias incomuns, outros superseres, e segredos incomensuráveis que certos indivíduos tentam manter escondidos do resto do mundo. Seu propósito é em parte movido pela curiosidade e em parte pela utilidade de novos conhecimentos adquiridos em prol da humanidade. Existem, entretanto, grupos que se opõem à seus propósitos, e a organização tem uma história substancial que é revelada gradualmente durante a série.
Nas últimas edições o enredo torna-se cada vez mais relacionado ao "Os Quatro", análogos do Quarteto Fantástico da Marvel Comics, cujos objetivos são exatamente opostos aos da equipe Planetary.

## Edições encadernadas

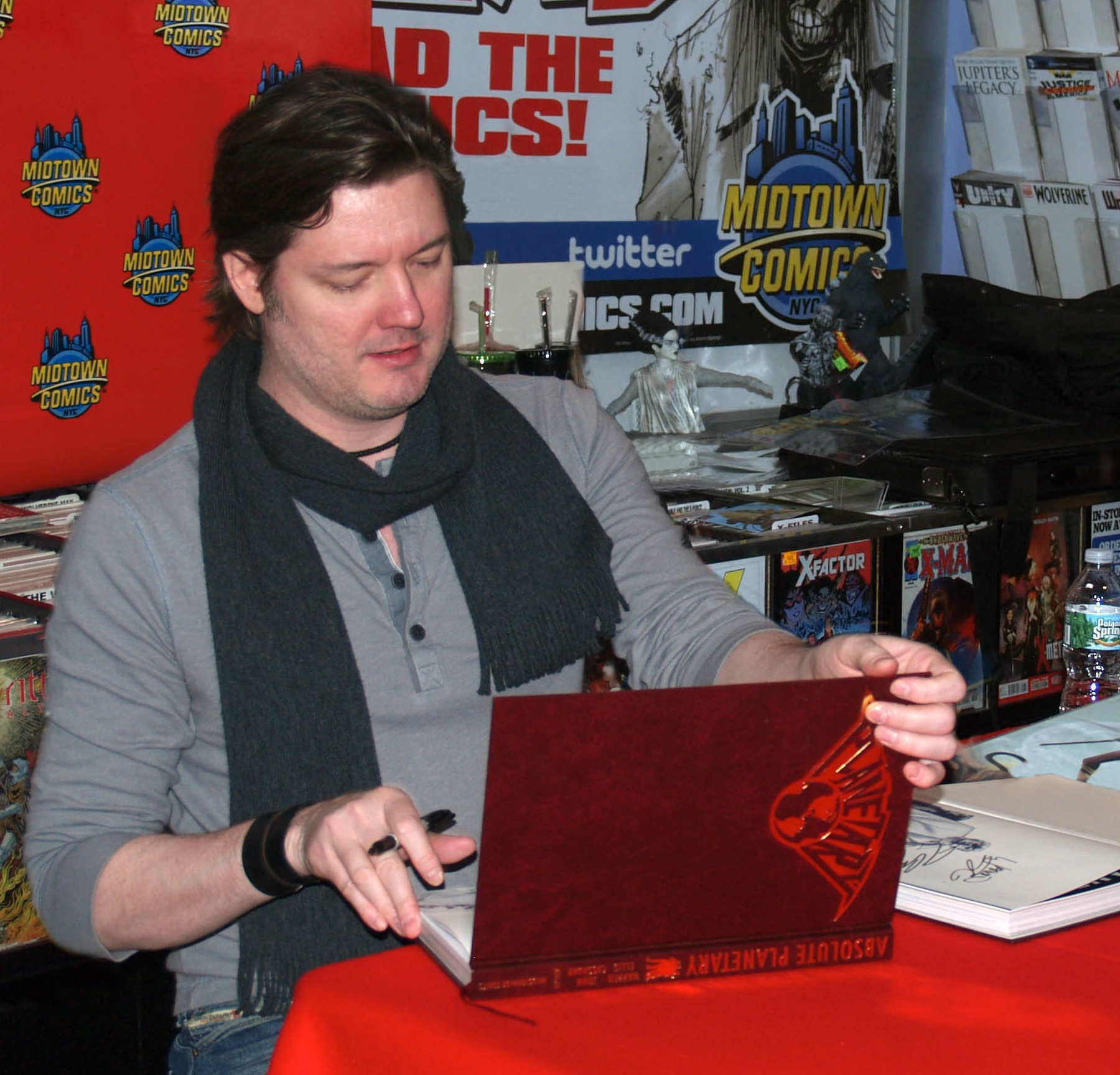
John Cassaday autografando edições encadernadas na gibiteria Midtown Comics

As séries e os spin-offs foram encadernados em vários volumes:
- Planetary:
  - Volume 1: All Over the World and Other Stories (reúne Preview & #1-6; capa dura e capa cartonada ISBN 1-56389-648-6)
  - Volume 2: The Fourth Man (reúne #7-12; capa dura e capa cartonada ISBN 1-56389-764-4)
  - Volume 3: Leaving the 20th Century (reúne #13-18; capa dura ISBN 1-4012-0293-4 e capa cartonada ISBN 1-4012-0294-2)
  - Volume 4: Spacetime Archaeology  (reúne #19-27; capa dura ISBN 1-4012-0996-3 e capa cartonada ISBN 1-4012-2345-1)
- Planetary: Crossing Worlds (reúne três crossovers; apenas capa cartonada ISBN 1-4012-0279-9)
- Planetary Book One (reúne #1-14, Planetary Sneak Peek, e Planetary/The Authority: Ruling the World; roteiro da primeira edição, character design e esboços) ISBN 1-4012-7166-9) (July 2017) (capa cartonada)
- Planetary Book Two (collects #15-27, Planetary/JLA: Terra Occulta, and Planetary/Batman: Night on Earth) ISBN 1-4012-7799-3) (Março de 2018) (softcover)
- Absolute Planetary volume 1 (collects Preview & #1-12, also script to #1; capa dura  ISBN 1-4012-0327-2)
- Absolute Planetary volume 2 (collects #13-27; capa dura ISBN 1-4012-2701-5)
- The Planetary Omnibus (collects Preview, #1-27, mais três crossovers,roteiro da primeira edição, character design e esboços, e capa das edições Absolute Editions e as quatro edições encadernas); apenas capa dura ISBN 1-4012-4238-3)

## Publicação no Brasil
A estreia de Planetary no Brasil ocorreu em uma revista mensal (5 edições) publicada pela extinta Pandora Books em 2002. A revista, no formato flip-flop, também continha a série Authority.
Em seguida, a Devir Livraria publicou dois volumes encadernados, contendo as edições 1 - 12.
Em de abril de 2007, Planetary foi um dos títulos regulares da nova revista "Pixel Magazine" (junto com Hellblazer), publicada pela editora Pixel Media, a revista dava continuidade a publicação da Devir, a última edição foi publicada em maio de 2008.
Em 2014, a Editora Panini relançou a série completa em formatos de quatro encadernados, entre 148 a 228 página por edição. A editora lançou também edições especiais com os crossovers entre com The Authority, Batman e Liga da Justiça. Em 2019, a Panini iniciou a republicação da série, em edições capa dura.

## Prêmios e indicações
| Ano  | Prêmio       | Categoria               | Indicação | Resultado | Ref    |
| ---- | ------------ | ----------------------- | --------- | --------- | ------ |
| 2000 | Eisner Award | Melhor Nova Série       | Planetary | Indicado  | [ 13 ] |
| 2000 | Eisner Award | Melhor Série Continuada | Planetary | Indicado  | [ 13 ] |
| 2002 | Eisner Award | Melhor Série Continuada | Planetary | Indicado  | [ 14 ] |